# Vanessa Axente
Vanessa Axente (19 de noviembre de 1995) es una modelo húngara, su agencia madre es Attractive Models.

## Comienzos
Vanessa Axente nació en Nagylengyel, Hungría. Su hermana mayor, Benedetta, también modelo, la convenció de visitar su agencia en Budapest, y empezar a modelar.  Ella trabajó intensivamente en Hungría, Singapur y Japón desde los 14 años hasta los 16, momento que decide irrumpir en el mercado europeo.

## Carrera
Axente empezó su carrera con Attractive Models en 2009 y luego firmó con VIVA Model Management en París, en noviembre de 2011, y en enero de 2012 con DNA Model Management en Nueva York.

### 2012
En febrero de 2012, Axente abre la temporada otoñal de Prada en el show de Milán como modelo exclusiva, catapultando así su carrera.  En París, ella desfila para los shows de Dries van Noten, Givenchy, Christian Dior S.A., Nina Ricci, Louis Vuitton, y Miu Miu. Axente abrió también para los desfiles de Céline y Valentino en la misma temporada.
En ese año aparece en la campaña Otaño 2012 de Prada junto a caras conocidas de la industria como Magdalena Frackowiak, Iselin Steiro y Anne Vyalitsyna.  De inmediato fue elegida para trabajar exclusivamente con el renombrado fotógrafo de moda Steven Meisel. En consecuencia, ella aparece en la tapa de Vogue Italia en julio de 2012, en un editorial del número siguiente, y la tapa otra vez en diciembre de 2012, en todas las ocasiones retratada por Meisel. Axente continua colaborando con el fotógrafo reapareciendo en la tapa Vogue Italia correspondiente a marzo de 2013, con el modelo sueco Gustav Swedberg, y repite para la misma revista en los ejemplares de enero y septiembre de 2014 (nuevamente tapa, con otras 49 modelos), y en la historia central de febrero de 2015.

### 2013
En los shows de la Primavera 2013 de Nueva York, Vanessa desfila para los diseñadores Alexander Wang, Calvin Klein, Tommy Hilfiger, abre para Donna Karan y cierra para Proenza Schouler y Victoria Beckham. Ella fue elegida como figura exclusiva por la marca Giles en Londres. En Milán, Axente fue elegida también como exclusiva de Prada otra vez, pero continuó desfilando en shows del Paris Fashion Week, incluyendo la apertura de la colección de Alexander McQueen.
En el mismo año comparte camparte la campaña primaveral de Prada con íconos del modelaje como Amber Valletta, Eva Herzigova, Sasha Pivovarova, Raquel Zimmermann y Saskia de Brauw.
Ella aparece en la tapa de febrero de 2013 de Vogue Japón, capturada por Patrick Demarchelier.
Para el Otoño de 2013, Axente fue semi-exclusiva de los desfiles de Alexander Wang, abriendo también para Marc de Marc Jacobs, y cerrando para Narciso Rodríguez, in Nueva York. Ella fue convocada como modelo exclusiva de la ciudad por Tom Ford rn Londres, y por razones desconocidas no aparece en la semana de la moda de Milán. Ella continúa en París como modelo semi-exclusiva de Balenciaga y cierra en las presentaciones de Alexander McQueen y Miu Miu.
En el mismo año aparece en solitario en la campaña Otoño 2013 de Calvin Klein, fotografiada por Mert and Marcus.

### 2014–presente
En la Primavera de 2014, Axente fue nuevamente figura semi-exclusiva de Alexander Wang, abrió para Tommy Hilfiger y Donna Karan, y cerró para Marc by Marc Jacobs en Nueva York. Después se saltea por completo la semana de la moda londinense. En Milán ella regresa para desfilar nuevamente para Prada, y debuta en las pasarelas de Versace, Gucci, Fendi y Jil Sander. Luego retoma en París donde abre para Sacai.
Ella aparece por primera vez en la tapa de Vogue Germany en octubre de 2013, fotografiada por la dupla Luigi & Lango.
En la Primavera de 2014, ella consigue otra campaña de Calvin Klein, a cargo de Mert & Marcus, Calvin Klein Jeans por Mario Sorrenti, y la fragancia Calvin Klein Endless Euphoria por Steven Meisel.
Para el Otoño de 2014, Axente fue modelo exclusiva de Calvin Klein Collection en Nueva York y luego abre para H&M en París.
Ella protagoniza la portada de Vogue Japón por segunda vez en mayo de 2014, retratada por Willy Vanderperre.
En el mismo año aparece en la campaña otoñal de Calvin Klein (tercera vez consecutiva), capturada por David Sims.
Reaparece en la tapa de Vogue Alemania, en el número de septiembre de 2014, posando para Daniel Jackson. Ella aparece en la mítica portada del September Issue de la revista Vogue USA, producida por Mario Testino.
En septiembre de 2014 ella aparece en la tapa de 8 ediciones internacionales de Vogue.
Actualmente[¿cuándo?] está incluida en el ranking Top 50 Models de la página Models.com. y aparece en un anuncio internacional de la fragancia Scandal de Jean-Paul Gautier.